# Internationale Filmfestspiele von Cannes 2023

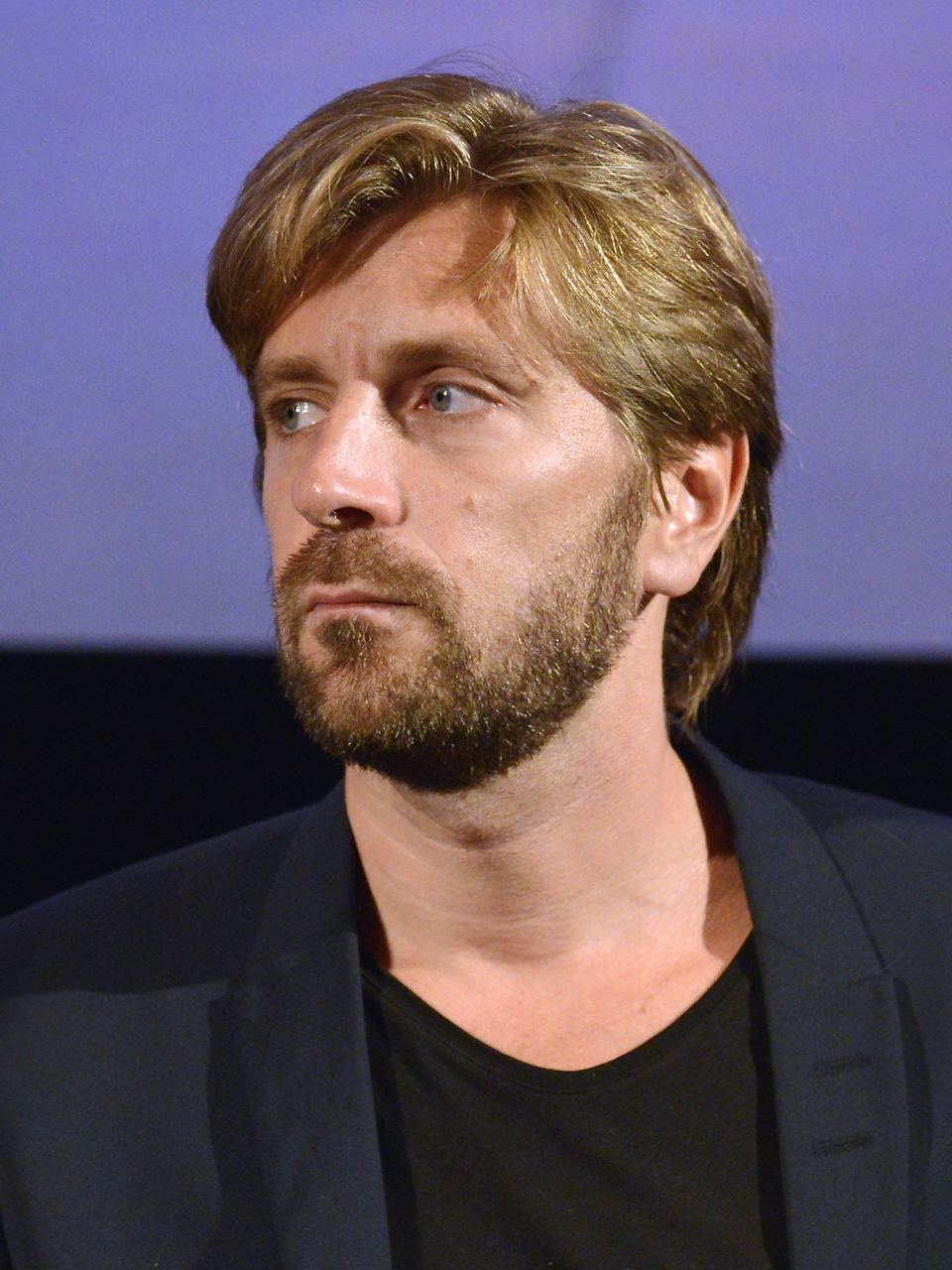
Jurypräsident Ruben Östlund

Die 76. Internationalen Filmfestspiele von Cannes fanden vom 16. bis 27. Mai 2023 statt. Sie standen erstmals unter der Leitung von Iris Knobloch. Die gebürtige Münchnerin ist die erste Frau und die erste Nichtfranzösin in dieser Funktion. Als Generaldelegierter für die künstlerische Leitung war erneut Thierry Frémaux verantwortlich. Das Amt des Jurypräsidenten für den Hauptwettbewerb, in dem unter anderem die Goldene Palme für den besten Film des Festivals vergeben wird, übernahm der schwedische Filmemacher Ruben Östlund. Den Hauptpreis gewann das französische Krimidrama Anatomie eines Falls von Justine Triet mit der deutschen Schauspielerin Sandra Hüller in der Hauptrolle.

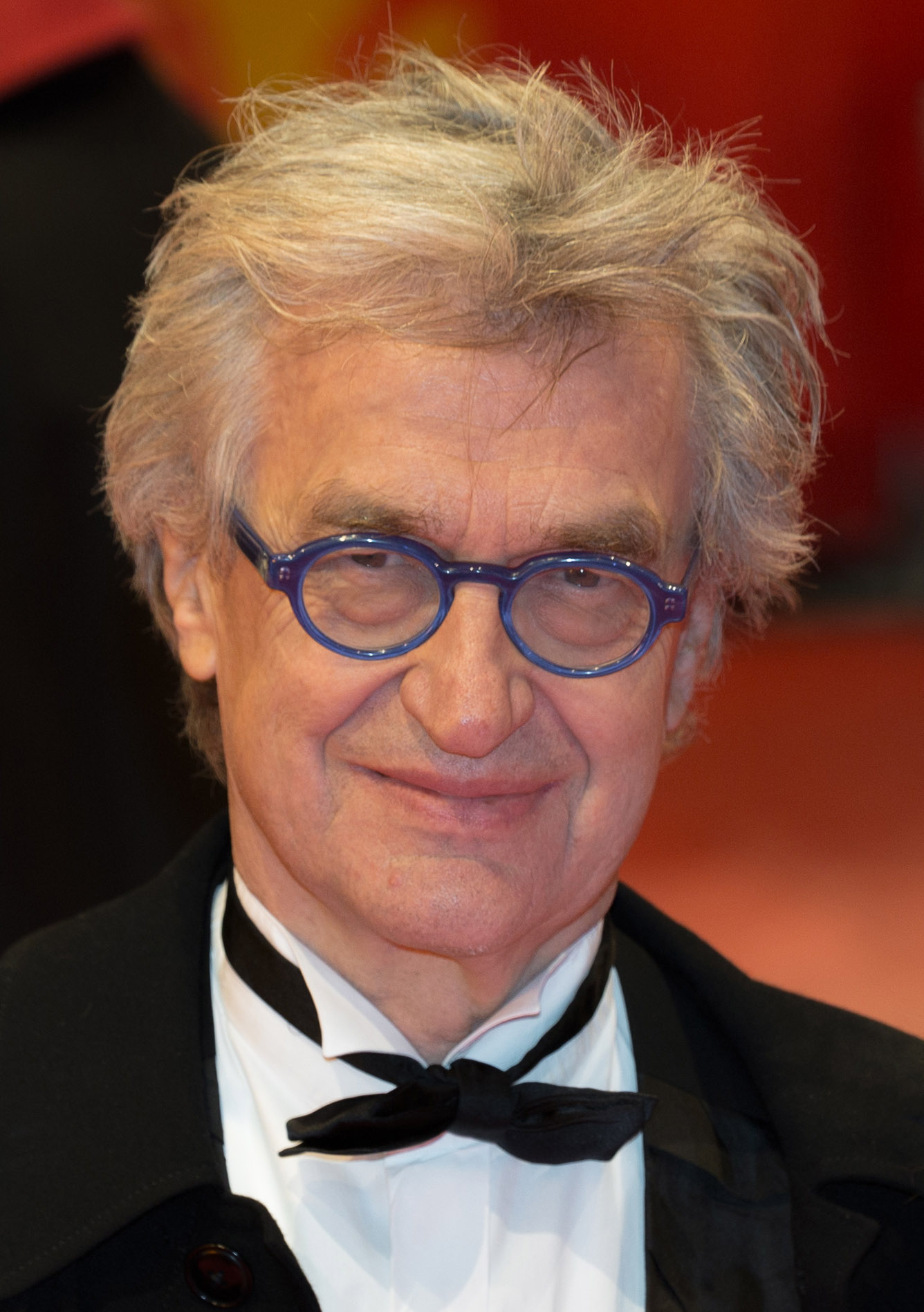
Mit zwei Filmen beim Festival vertreten: Wim Wenders

In den offiziellen Sektionen wurden ab März 2023 nach und nach Beiträge bekanntgegeben. Eröffnet wurde das Festival mit dem Historienfilm Jeanne du Barry der französischen Schauspielerin und Filmemacherin Maïwenn, der außer Konkurrenz gezeigt wurde. Das Programm umfasste Uraufführungen und internationale Premieren von 97 Spiel-, Dokumentar-, Kurz- und Animationsfilmen sowie einem Serienformat in sieben Sektionen. Darunter befanden sich auch die neuesten Werke von Martin Scorsese (Killers of the Flower Moon), James Mangold (Indiana Jones und das Rad des Schicksals) und Pedro Almodóvar (Strange Way of Life), die alle außer Konkurrenz gezeigt wurden. Mit zwei Werken, darunter jeweils einem im Hauptwettbewerb, waren der chinesische Dokumentarfilmer Wang Bing (Jeunesse (Le printemps) und Man in Black) und der deutsche Regisseur Wim Wenders (Anselm und Perfect Days) vertreten. Zwei weitere offizielle Sparten widmeten sich restaurierten Werken und Dokumentarfilmen zur Filmgeschichte (40 Beiträge). Daneben existieren die unabhängig veranstalteten Nebenreihen Semaine de la critique und Quinzaine des cíneastes.

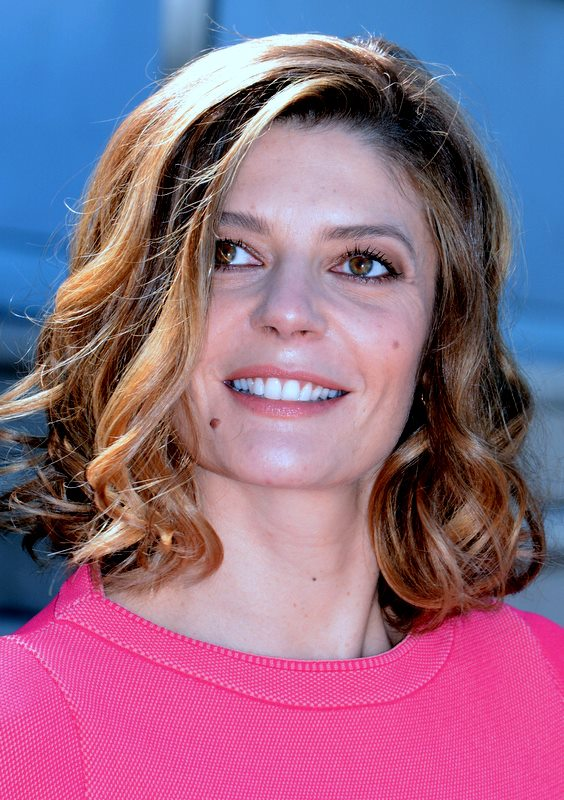
Moderatorin der Eröffnungs- und Abschlussgala: Chiara Mastroianni

Als Moderatorin („maîtresse de cérémonie“) der Auftaktzeremonie und der abschließenden Preisgala wurde die französische Schauspielerin Chiara Mastroianni ausgewählt, während ihre Mutter, die Schauspielerin Catherine Deneuve, das Festival eröffnete und auch das offizielle Plakat zierte. Bereits als Laureat fest stand der US-amerikanische Schauspieler und Filmproduzent Michael Douglas, dem bei der Eröffnungsgala der Ehrenpreis des Festivals (Palme d’or d’honneur) verliehen wurde. Gleichzeitig wurde Indiana-Jones-Hauptdarsteller Harrison Ford dieselbe Ehrung zuteil. Als Abschlussfilm des Festivals wurde der Pixar-Animatonsfilm Elemental von Peter Sohn ausgewählt.

## Festivalplakat
Das offizielle Festivalplakat stammt von der Agentur Hartland Villa (Lionel Avignon, Stefan de Vivies). In Schwarz-Weiß gehalten, zeigt es Catherine Deneuve am Meer, die sich lächelnd von der Kamera abwendet und dabei durch ihr langes blondes Haar streicht. Die französische Schauspielerin eröffnete auch offiziell das diesjährige Festival. Vom Plakat existieren zwei Varianten (Hoch- und Querformat). Vorlage für das Plakat war ein Foto von Jack Garofalo, das während der Dreharbeiten zu Alain Cavaliers Spielfilm La Chamade – Herzklopfen (1968) am Strand Pampelonne in der Nähe von Saint-Tropez aufgenommen wurde. Deneuve bekleidete Rollen in den mit dem Hauptpreis von Cannes ausgezeichneten Filmen Die Regenschirme von Cherbourg (1964) und Dancer in the Dark (2000). Im Jahr 1994 war sie Vizepräsidentin der Wettbewerbsjury des Festivals, während 2005 eine Ehrenpalme und 2008 ein Sonderpreis für ihre künstlerisches Schaffen folgten.

## Offizielle Auswahl
| 2023 zum wiederholten Mal in den Wettbewerb um die Goldene Palme eingeladen (* = ehemalige Gewinner der Goldenen Palme) |             |
| Regisseur/-in | Einladungen |
| Loach* | 15          |
| Wenders* | 10          |
| Moretti* | 9           |
| Bellocchio | 8           |
| Ceylan*, Koreeda* | 7           |
| Kaurismäki | 5           |
| Haynes | 4           |
| Anderson, Corsini, Rohrwacher                                                                                           | 3           |
| Breillat, Hausner, Triet                                                                                                | 2           |

### Internationaler Wettbewerb um die Goldene Palme

#### Wettbewerbsjury
Zum Jurypräsidenten für den Internationalen Wettbewerb, in dem unter anderem die Goldene Palme für den besten Film des Festivals vergeben wird, wurde Ruben Östlund ernannt. Der schwedische Filmregisseur und Drehbuchautor hatte im Vorjahr für seinen Film Triangle of Sadness und 2017 für The Square diese Auszeichnung erhalten. Östlund stand folgender Jury vor:
- Paul Dano, US-amerikanischer Schauspieler
- Julia Ducournau, französische Filmemacherin (Gewinnerin der Goldenen Palme 2021)
- Brie Larson, US-amerikanische Schauspielerin und Filmregisseurin
- Denis Ménochet, französischer Schauspieler
- Rungano Nyoni, britisch-sambische Filmemacherin
- Atiq Rahimi, afghanischer Schriftsteller
- Damián Szifron, argentinischer Filmemacher
- Maryam Touzani, marokkanische Filmemacherin

#### Langfilme
Das Programm wurde auf einer Pressekonferenz am 13. April 2023 in Paris vorgestellt. Weitere Filme wurden am 24. April nachgereicht. Insgesamt wurden 21 Filmproduktionen in den Wettbewerb eingeladen, darunter mit Nuri Bilge Ceylan, Hirokazu Koreeda, Ken Loach, Nanni Moretti und Wim Wenders neue Regiearbeiten früherer Wettbewerbssieger. Mit sieben vertretenen Filmemacherinnen wurde die bisherige Bestmarke aus dem Vorjahr übertroffen. Daneben konkurrierten sieben Filmemacher zum ersten Mal um den Hauptpreis (Aïnouz, Ben Hatia, Glazer, Sauvaire, Sy, Trần, Wang). Die deutsche Schauspielerin Sandra Hüller war mit Hauptrollen in zwei internationalen Produktionen vertreten.
| Film                                                          | Regie                  | Land                                                                  | Darsteller (Auswahl) / Anmerkung                                                   |
| ------------------------------------------------------------- | ---------------------- | --------------------------------------------------------------------- | ---------------------------------------------------------------------------------- |
| Anatomie eines Falls (Anatomie d’une chute)                   | Justine Triet          | Frankreich                                                            | Sandra Hüller, Swann Arlaud, Milo Machado Graner, Antoine Reinartz                 |
| Asphalt City (Black Flies)                                    | Jean-Stéphane Sauvaire | USA                                                                   | Sean Penn, Tye Sheridan, Katherine Waterston                                       |
| Asteroid City                                                 | Wes Anderson           | USA                                                                   | Tilda Swinton, Adrien Brody, Tom Hanks                                             |
| Banel & Adama (Banel e Adama)                                 | Ramata-Toulaye Sy      | Frankreich, Senegal, Mali                                             | Khady Mane, Mamadou Diallo                                                         |
| La chimera                                                    | Alice Rohrwacher       | Italien, Frankreich, Schweiz                                          | Josh O’Connor, Isabella Rossellini, Alba Rohrwacher                                |
| Club Zero                                                     | Jessica Hausner        | Österreich, Vereinigtes Königreich, Deutschland, Frankreich, Dänemark | Mia Wasikowska, Sidse Babett Knudsen, Amir El-Masry, Elsa Zylberstein              |
| Im letzten Sommer (L’été dernier)                             | Catherine Breillat     | Frankreich                                                            | Léa Drucker, Samuel Kircher, Olivier Rabourdin, Clotilde Courau                    |
| Olfas Töchter (Four Daughters)                                | Kaouther Ben Hania     | Frankreich, Tunesien, Deutschland, Saudi-Arabien                      | Hend Sabri                                                                         |
| Firebrand                                                     | Karim Aïnouz           | Vereinigtes Königreich                                                | Alicia Vikander, Eddie Marsan, Jude Law, Sam Riley                                 |
| Jeunesse (Le printemps) (青春 / Qīngchūn)                     | Wang Bing              | Frankreich, Luxemburg, Niederlande                                    | Dokumentarfilm                                                                     |
| Fallende Blätter (Fallen Leaves / Les feuilles mortes)        | Aki Kaurismäki         | Finnland                                                              | Alma Pöysti, Jussi Vatanen                                                         |
| Auf trockenen Gräsern (About Dry Grasses / Les herbes sèches) | Nuri Bilge Ceylan      | Türkei, Frankreich, Deutschland                                       | Deniz Celiloğlu, Merve Dizdar, Musab Ekici                                         |
| May December                                                  | Todd Haynes            | USA                                                                   | Natalie Portman, Julianne Moore, Charles Melton                                    |
| Die Unschuld (怪物 / Kaibutsu)                                | Hirokazu Koreeda       | Japan                                                                 | Sakura Andō, Eita Nagayama, Soya Kurokawa, Yota Hiiragi                            |
| The Old Oak                                                   | Ken Loach              | Vereinigtes Königreich, Frankreich, Belgien                           | Dave Turner, Ebla Mari, Debbie Honeywood                                           |
| Geliebte Köchin (La passion de Dodin Bouffant)                | Trần Anh Hùng          | Frankreich                                                            | Juliette Binoche, Benoît Magimel                                                   |
| Perfect Days                                                  | Wim Wenders            | Japan                                                                 | Kōji Yakusho                                                                       |
| Kidnapped                                                     | Marco Bellocchio       | Italien, Frankreich, Deutschland                                      | Paolo Pierobon, Barbara Ronchi, Fausto Russo Alesi, Filippo Timi, Leonardo Maltese |
| Rückkehr nach Korsika (Le retour)                             | Catherine Corsini      | Frankreich                                                            | Aïssatou Diallo Sagna, Esther Gohourou, Suzy Bemba                                 |
| Il sol dell’avvenire                                          | Nanni Moretti          | Italien                                                               | Mathieu Amalric, Nanni Moretti, Margherita Buy, Silvio Orlando, Barbora Bobuľová   |
| The Zone of Interest                                          | Jonathan Glazer        | USA, Vereinigtes Königreich, Polen                                    | Sandra Hüller, Christian Friedel                                                   |

Außer Konkurrenz
- L’Abbé Pierre – Une vie de combats – Regie: Frédéric Tellier (Frankreich) – mit Benjamin Lavernhe, Emmanuelle Bercot, Michel Vuillermoz
- Cobweb (거미집 / Geomijib) – Regie: Kim Jee-woon (Südkorea) – mit Song Kang-ho, Lim Su-jeong, Oh Jung-se
- Elemental – Regie: Peter Sohn (USA) – Animationsfilm
- The Idol (Fernsehserie) – Stoffentwicklung: Sam Levinson, Reza Fahim, The Weeknd (USA) – mit Lily-Rose Depp, The Weeknd
- Indiana Jones und das Rad des Schicksals (Indiana Jones and the Dial of Destiny) – Regie: James Mangold (USA) – mit Harrison Ford, John Rhys-Davies, Phoebe Waller-Bridge, Mads Mikkelsen
- Jeanne du Barry (Eröffnungsfilm) – Regie: Maïwenn (Frankreich) – mit Maïwenn, Johnny Depp
- Killers of the Flower Moon – Regie: Martin Scorsese (USA) – mit Leonardo DiCaprio, Robert De Niro, Jesse Plemons, Brendan Fraser, Lily Gladstone

Cannes Premières
Diese Reihe wurde erstmals bei der Auflage 2021 für Filme eingeführt, für die kein Platz im Wettbewerb war.
- L’amour et les forêts – Regie: Valérie Donzelli (Frankreich) – mit Virginie Efira, Melvil Poupaud, Dominique Reymond
- Bonnard, Pierre et Marthe – Regie: Martin Provost (Frankreich) – mit Vincent Macaigne, Cécile de France, Anouk Grinberg
- Cerrar los ojos – Regie: Víctor Erice (Spanien, Argentinien) – mit José Coronado, Manolo Solo
- Eureka – Regie: Lisandro Alonso (Frankreich, Deutschland, Portugal, Mexiko, Argentinien) – mit Viggo Mortensen, José María Yazpik, Chiara Mastroianni
- Kubi  – Regie: Takeshi Kitano (Japan) – mit Ken Watanabe
- Lost in the Night (Perdidos en la noche) – Regie: Amat Escalante (Mexiko, Deutschland, Niederlande, Dänemark) – mit María Fernanda Osio, Juan Daniel García Treviño, Ester Expósito, Bárbara Mori
- Le temps d’aimer – Regie: Katell Quillevere (Frankreich, Belgien) – mit Anaïs Demoustier, Vincent Lacoste, Morgan Bailey

Mitternachtsaufführungen (Séances de minuit)
- Acide – Regie: Just Philippot (Frankreich) – mit Guillaume Canet, Lætitia Dosch
- Hypnotic – Regie: Robert Rodriguez (USA) – mit Ben Affleck, William Fichtner, Alice Braga
- Kennedy – Regie: Anurag Kashyap (Indien) – mit Rahul Bhat, Sunny Leone
- Omar la fraise – Regie: Elias Belkeddar (Frankreich) – mit Reda Kateb, Benoît Magimel
- Project Silence – Regie: Kim Tae-gon (Südkorea) – mit Lee Sun-kyun, Ju Ji-hoon, Kim Hee-won

Sonderaufführungen (Séances spéciales)
- As filhas do Fogo – Regie: Pedro Costa (Portugal) – Kurzfilm mit Alice Costa, Elizabeth Pinard, Karyna Gomes
- Anselm – Regie: Wim Wenders (Deutschland) – Dokumentarfilm
- Bread and Roses – Regie: Sahra Mani (Afghanistan, USA) – Dokumentarfilm
- Little Girl Blue – Regie: Mona Achache (Frankreich) – Dokumentarfilm mit Marion Cotillard
- Man in Black – Regie: Wang Bing (Frankreich, USA, Vereinigtes Königreich) – Dokumentarfilm
- Occupied City – Regie: Steve McQueen (Niederlande, Vereinigtes Königreich) – Dokumentarfilm
- Retratos fantasmas (Pictures of Ghosts) – Regie: Kleber Mendonça Filho (Brasilien) – Dokumentarfilm
- Robot Dreams – Regie: Pablo Berger (Spanien, Frankreich) – Animationsfilm
- Strange Way of Life – Regie: Pedro Almodóvar (Spanien) – mit Ethan Hawke, Pedro Pascal
- Die Gleichung ihres Lebens (Le théorème de Marguerite) – Regie: Anna Novion (Frankreich, Schweiz) – mit Ella Rumpf, Jean-Pierre Darroussin, Julien Frison

### Un Certain Regard

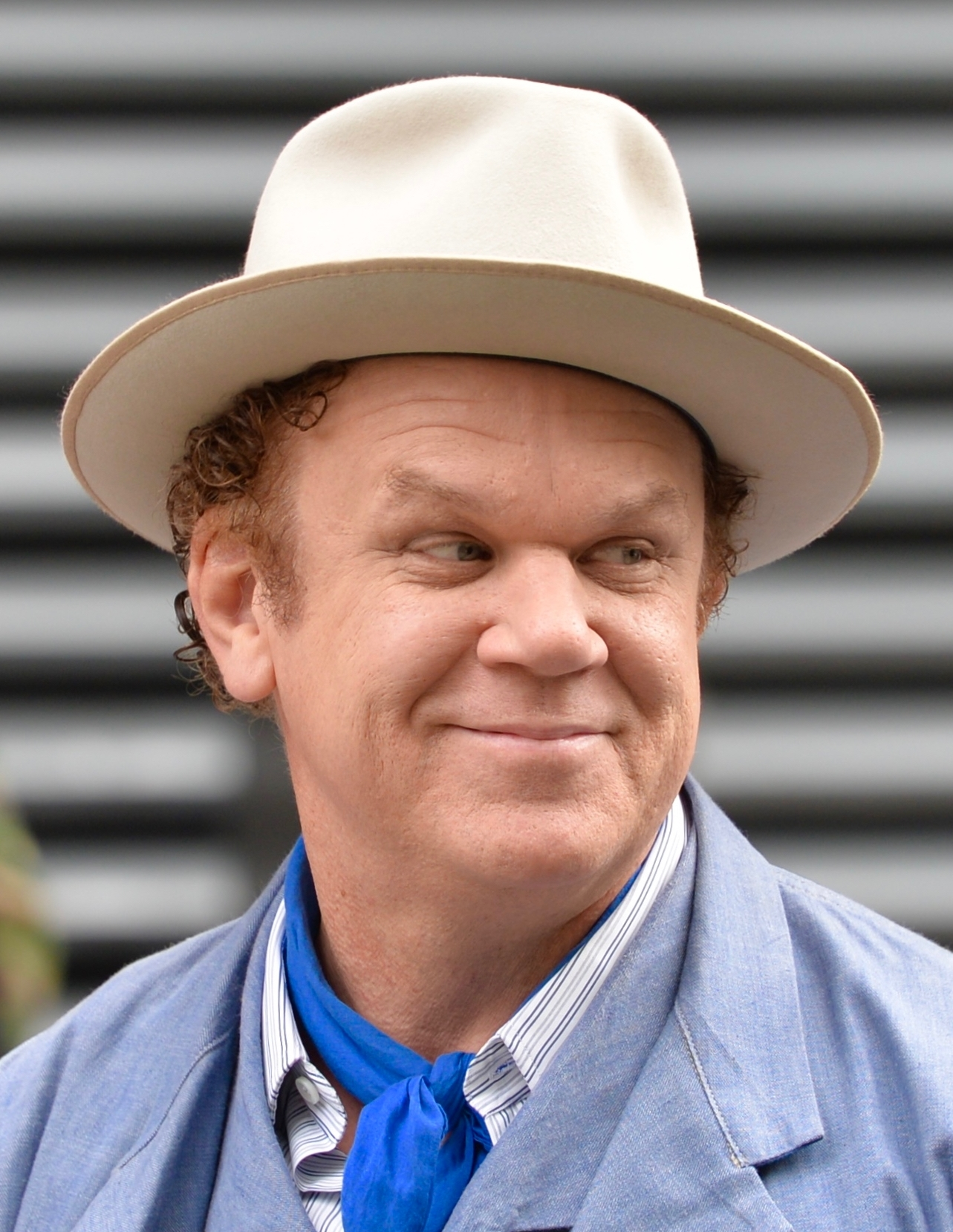
Jurypräsident der Sektion: John C. Reilly (2018)

In der Reihe Un Certain Regard (deutsch „Ein gewisser Blick“) werden vornehmlich Werke von weniger bekannten Filmemachern gezeigt, die mit einem 30.000 Euro dotierten Preis ausgezeichnet werden. Als Jurypräsident wurde der US-amerikanische Schauspieler John C. Reilly berufen. Er stand folgender Jury vor:
- Paula Beer, deutsche Schauspielerin
- David Chou, französisch-kambodschanischer Filmemacher und Produzent
- Émilie Dequenne, belgische Schauspielerin
- Alice Winocour, französische Filmemacherin

Die Sektion wurde mit dem französischen Beitrag Animalia von Thomas Cailley eröffnet. Insgesamt wurden 17 Beiträge eingeladen. Als Abschlussfilm wurde außer Konkurrenz die französische Produktion Une nuit von Alex Lutz ausgewählt.
| Film                                                               | Regie                              | Land                                                | Darsteller (Auswahl)                                                                     |
| ------------------------------------------------------------------ | ---------------------------------- | --------------------------------------------------- | ---------------------------------------------------------------------------------------- |
| Augure (Omen)                                                      | Baloji Tshiani                     | Belgien, Niederlande, Kongo, Deutschland, Südafrika | Marc Zinga, Lucie Debay                                                                  |
| The Breaking Ice                                                   | Anthony Chen                       | VR China                                            | Zhou Dongyu, Chuxiao Qu, Liu Haoran                                                      |
| Los colonos (The Settlers / Les colons)                            | Felipe Gálvez Haberle              | Chile, Argentinien, Frankreich                      | Alfredo Castro, Mark Stanley, Sam Spruell, Benjamin Westfall                             |
| Crowrã                                                             | João Salaviza, Renée Nader Messora | Brasilien, Portugal                                 | Ilda Patpro Krahô, Francisco Hỳjnõ Krahô, Solane Tehtikwỳj Krahô                         |
| Die Missetäter (The Delinquents)                                   | Rodrigo Moreno                     | Argentinien, Brasilien, Luxemburg, Chile            | Margarita Molfino, Esteban Bigliardi, Cecilia Rainero, Daniel Elías, Issraa El-Kogali    |
| Goodbye Julia                                                      | Mohamed Kordofani                  | Sudan, Schweden                                     | Eiman Yousif, Siran Riak, Nazar Goma, Ger Duany                                          |
| Hopeless (화란 / Hwaran)                                           | Kim Chang-hoon                     | Südkorea                                            | Park Bo-kyung, Kim Jong-soo, Song Joong-ki                                               |
| How to Have Sex                                                    | Molly Manning Walker               | Vereinigtes Königreich                              | Mia McKenna-Bruce, Samuel Bottomley, Lara Peake, Daisy Jelley, Eilidh Loan, Shaun Thomas |
| If Only I Could Hibernate (Si seulement je pouvais hiberner)       | Dsoldschargal Pürewdaschiin        | Mongolei                                            | Tsendiin Nomindschigüür, Üürtsaichyn Battsoodsch, Batsaichany Tögöldör                   |
| Kadib Abyad (La mère de tous les mesonges / The Moter of All Lies) | Asmae El Moudir                    | Marokko, Ägypten, Saudi-Arabien                     | Dokumentarfilm                                                                           |
| Les meutes                                                         | Kamal Lazraq                       | Frankreich, Marokko, Belgien                        | Ayoub Elaid, Abdellatif Masstouri                                                        |
| The New Boy                                                        | Warwick Thornton                   | Australien                                          | Cate Blanchett, Deborah Mailman, Wayne Blair                                             |
| Only the River Flows                                               | Wei Shujun                         | VR China                                            | Yilong Zhu, Chloe Maayan, Tianlai Hou                                                    |
| Animalia (Eröffnungsfilm)                                          | Thomas Cailley                     | Frankreich                                          | Romain Duris, Adèle Exarchopoulos, Paul Kircher                                          |
| Rien à perdre                                                      | Delphine Deloget                   | Frankreich                                          | Virginie Efira, Arieh Worthalter                                                         |
| Rosalie                                                            | Stéphanie Di Giusto                | Frankreich, Belgien                                 | Nadia Tereszkiewicz, Benoît Magimel, Benjamin Biolay                                     |
| Salem                                                              | Jean-Bernard Marlin                | Frankreich                                          | Dalil Abdourahim, Maryssa Bakoum                                                         |
| Simple comme Sylvain                                               | Monia Chokri                       | Kanada                                              | Magalie Lépine Blondeau, Pierre-Yves Cardinal                                            |
| Terrestrial Verses (آیه‌های زمینی)                                  | Ali Asgari, Alireza Khatami        | Iran                                                | Majid Salehi, Gohar Kheirandish, Farzin Mohades, Sadaf Asgari                            |

- Abschlussfilm: Une nuit – Regie: Alex Lutz (Frankreich) – mit Alex Lutz, Karin Viard

### Kurzfilmwettbewerb
Aus 4288 Einreichungen wurden 11 Kurzfilme aus 12 Ländern ausgewählt.

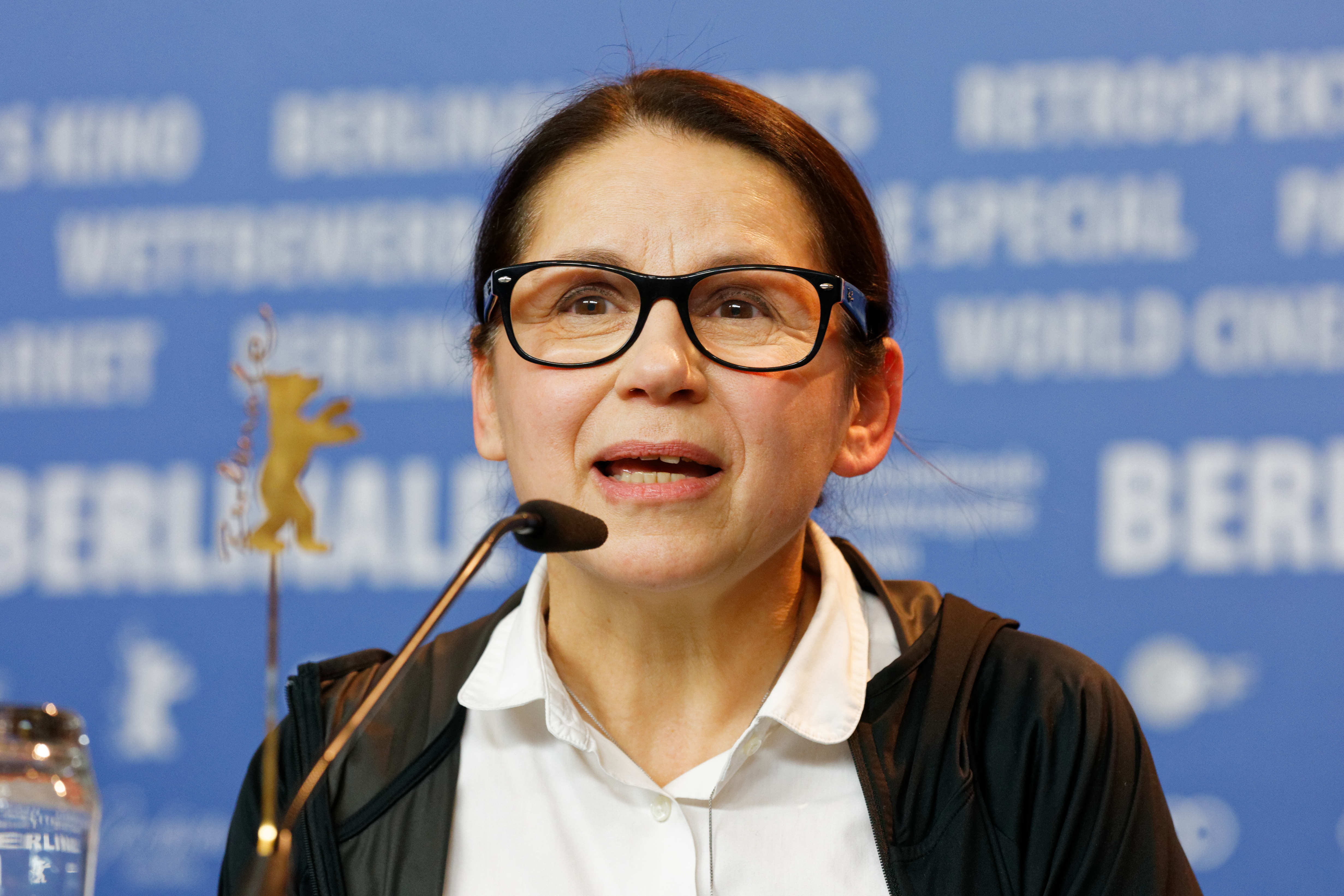
Jurypräsidentin der Sektion: Ildikó Enyedi (2017)

Als Jurypräsidentin für den Kurzfilmwettbewerb, in dem ebenfalls als Hauptpreis eine Goldene Palme vergeben wird, wurde Ildikó Enyedi ausgewählt. Die ungarische Regisseurin und Drehbuchautorin stand folgender Jury vor:
- Ana Lily Amirpour, iranisch-amerikanische Drehbuchautorin und Regisseurin
- Charlotte Le Bon, kanadische Schauspielerin und Regisseurin
- Karidja Touré, französische Schauspielerin
- Shlomi Elkabetz, israelischer Regisseur, Drehbuchautor, Schauspieler und Filmproduzent

| Film                                   | Regie                               | Land                   | Länge (in min) |
| -------------------------------------- | ----------------------------------- | ---------------------- | -------------- |
| 27                                     | Flóra Anna Buda                     | Ungarn, Frankreich     | 11’            |
| As It Was                              | Anastasia Solonevych, Damian Kocur  | Polen, Ukraine         | 15’            |
| Aunque es de noche                     | Guillermo García López              | Spanien, Frankreich    | 14’            |
| Basri & Salma In A Never-Ending Comedy | Khozy Rizal                         | Indonesien             | 15’            |
| Fár                                    | Gunnur Martinsdóttir Schlüter       | Island                 | 5’             |
| Nada de todo esto                      | Patricio Martínez, Francisco Canton | Argentinien, Spanien   | 15’            |
| La perra                               | Carla Melo Gampert                  | Kolumbien, Frankreich  | 14’            |
| Poof                                   | Margaret Miller                     | USA                    | 10’            |
| Le sexe de ma mère                     | Francis Canitrot                    | Frankreich             | 14’            |
| Tits                                   | Eivind Landsvik                     | Norwegen               | 12’            |
| Wild Summon                            | Karni Arieli, Saul Freed            | Vereinigtes Königreich | 14’            |

### La Cinéf
Für die 1998 ins Leben gerufene Reihe La Cinéf (früherer Titel Cinéfondation) werden Kurzfilmarbeiten von Filmstudenten aus der ganzen Welt ausgewählt, darunter sowohl Animations- als auch Realfilme. In diesem Jahr wurden 2000 Produktionen von Filmhochschulen eingereicht. 14 Real- und zwei Animationsfilme wurden ausgewählt, die 13 Länder aus vier Kontinenten repräsentieren. Erstmals wurde ein Beitrag aus Marokko in die Sektion aufgenommen. Als Jury fungierte die Kurzfilmjury um Ildikó Enyedi, die drei Preise vergibt.
| Film                  | Regie                           | Land (Hochschule)                                            | Länge (in min) |
| --------------------- | ------------------------------- | ------------------------------------------------------------ | -------------- |
| Al Toraa’             | Jad Chahine                     | Ägypten (High Cinema Institute)                              | 12’            |
| Ayyur                 | Zineb Wakrim                    | Marokko (ÉSAV Marrakech)                                     | 13’            |
| A Bright Sunny Day    | Yupeng He                       | USA (Columbia University)                                    | 20’            |
| Daroone Poust         | Shafagh Abosaba, Maryam Mahdiye | Iran (Karnameh Film School)                                  | 16’            |
| Electra               | Darja Kaschtschejewa            | Tschechien (FAMU)                                            | 27’            |
| Hole                  | Hwang Hyein                     | Südkorea (Korean Academy of Film Arts)                       | 24’            |
| Imogene               | Katie Blair                     | USA (Columbia University)                                    | 19’            |
| Killing Boris Johnson | Musa Alderson-Clarke            | Vereinigtes Königreich (National Film and Television School) | 24’            |
| The Lee Families      | Seo Jeong-mi                    | Südkorea (Korea National University of Arts)                 | 25’            |
| Nehemich              | Yudhajit Basu                   | Indien (Film and Television Institute of India)              | 23’            |
| Norwegian Offspring   | Marlene Emilie Lyngstad         | Dänemark (Den Danske Filmskole)                              | 44’            |
| Osmý Den              | Petr Pylypčuk                   | Tschechien (FAMU)                                            | 20’            |
| Solos                 | Pedro Vargas                    | Brasilien (Fundação Armando Alvares Penteado)                | 13’            |
| Trenc d’Alba          | Anna Llargués                   | Spanien (ESCAC)                                              | 44’            |
| Uhrmenschen           | Yu Hao                          | Deutschland (Filmuniversität Babelsberg Konrad Wolf)         | 6’             |
| La voix des autres    | Fatima Kaci                     | Frankreich (La fémis)                                        | 30’            |

## Nebenreihen

### Semaine de la critique
Parallel zur Vergabe der Goldenen Palme widmet sich die seit 1962 bestehende Nebensektion Semaine de la critique (17. bis 25. Mai 2023) der Entdeckung neuer Talente. Ausgerichtet vom Syndicat français de la critique de cinéma konkurrieren ausschließlich Erstlingsfilme oder Zweitwerke junger Regisseure. Der Wettbewerb umfasste in der Vergangenheit rund sieben Spielfilme und Kurzfilmarbeiten, die seit 1990 mit verschiedenen Preisen ausgezeichnet wurden. Ende September 2022 wurde ein neues Filmauswahlkomitee vorgestellt, in das unter anderem die Schauspielerin Agathe Bonitzer berufen wurde.
Spiel- und Kurzfilme konnten bis zum 17. März 2023 für die 62. Auflage eingereicht werden. Das Programm wurde am 17. April vorgestellt. Der Spielplan wurde Anfang Mai 2022 vorgestellt.
Für das offizielle Sektionsplakat fand ein Szenenbild der Fotografin und Künstlerin Sarah Makharine aus dem Spielfilm Aftersun Verwendung, das die Hauptdarsteller Paul Mescal und Frankie Corio beim Tanzen zeigt. Die Premiere des vielfach preisgekrönten Werks von Charlotte Wells war ein Jahr zuvor in der Sektion erfolgt.
Die Mitglieder der Jury in dieser Sektion waren der deutsche Schauspieler Franz Rogowski, der portugiesische Kameramann Rui Poças, die indische Journalistin und Beraterin des Programmteams der Berlinale Meenakshi Shedde und die Programmdirektorin des Sundance Film Festivals Kim Yutani. Zur Präsidentin der Jury wurde die französische Filmemacherin Audrey Diwan bestimmt.
| Film                                                  | Regie             | Land                                                                                | Darsteller (Auswahl) |
| ----------------------------------------------------- | ----------------- | ----------------------------------------------------------------------------------- | --- |
| Il pleut dans la maison                               | Paloma Sermon-Daï | Belgien, Frankreich                                                                 | Makenzy Lombet, Purdey Lombet, Donovan Nizet, Amine Hamidou, Louise Manteau                                                  |
| Inshallah Walad (Inshallah a Boy / Inchallah un fils) | Amjad al-Rasheed  | Jordanien, Frankreich, Saudi-Arabien, Katar                                         | Mouna Hawa, Haitham Omari, Yumna Marwan, Salwa Nakkara, Mohammad al-Jizawi, Eslam Al-Awadi, Celina Rabab’a, Sereen Hulailhel |
| Jam (Sleep)                                           | Jason Yu          | Südkorea                                                                            | Chang Hyuk-jin, Chang Yong-jin                                                                                               |
| Levante (Power Alley)                                 | Lillah Halla      | Brasilien, Uruguay, Frankreich                                                      | Ayomi Domenica Dias, Loro Bardot, Grace Passô, Gláucia Vandeveld, Rômulo Braga                                               |
| Lost Country                                          | Vladimir Perišić  | Frankreich, Serbien, Kroatien, Luxemburg                                            | Jovan Ginic, Jasna Đuričić, Miodrag Jovanović, Lazar Ković, Pavle čemerikić                                                  |
| Le ravissement                                        | Iris Kaltenbäck   | Frankreich                                                                          | Hafsia Herzi, Alexis Manenti, Nina Meurisse, Younès Boucif                                                                   |
| Tiger Stripes                                         | Amanda Nell Eu    | Malaysia, Taiwan, Singapur, Frankreich, Deutschland, Niederlande, Indonesien, Katar | Zafreen Zairizal, Deena Ezral, Piqa, Shaheisy Sam, Jun Lojong, Khairunazwan Rodz, Fatimah Abu Bakar                          |

- Eröffnungsfilm: Ama Gloria – Regie: Marie Amachoukeli (Frankreich) – mit Louise Mauroy-Panzani, Ilça Moreno Zego, Arnaud Rebotini, Fredy Gomes Tavares, Abnara Gomes Varela, Domingos Borges Almeida
- Sonderaufführungen:
  - Le Syndrome des Amours Passées (The (Ex)perience of Love) – Regie: Ann Sirot, Raphaël Balboni (Belgien, Frankreich) – mit Lucie Debay, Lazare Gousseau, Florence Loiret Caille, Ninon Borsei, Florence Janas, Nora Hamzawi
  - Vincent doit mourir (Vincent Must Die) – Regie: Stéphan Castang (Frankreich) – mit Karim Leklou, Vimala Pons
- Abschlussfilm: La fille de son père (No love lost) – Regie: Erwan Le Duc (Frankreich) – mit Nahuel Pérez Biscayart, Céleste Brunnquell, Maud Wyler, Mohammed Louridi, Mercedes Dassy

### Quinzaine des cíneastes
Die Nebenreihe Quinzaine des cíneastes (bis 2022 Quinzaine des réalisateurs) wurde 1969 in Anlehnung an die ein Jahr zuvor stattgefundenen Maiunruhen ins Leben gerufen und wird von der Société des réalisateurs de films (SRF) organisiert. Gezeigt werden französische und ausländische Kurz-, Mittel- und Langfilme (sowohl Dokumentar- als auch Spielfilme), ohne dass ein Preis vergeben wird. Die in dieser Sektion aufgeführten ersten Langfilme sind jedoch ebenfalls für die Caméra d’Or zugelassen, sowie die ersten langen Dokumentarfilme für das Oeil d’Or (Preis für den ersten langen Dokumentarfilm, der über alle Sektionen der Filmfestspiele Cannes hinweg vergeben wird).
Kurzfilme und mittellange Produktionen konnten bis 12. März, Spielfilme bis 24. März 2023 eingereicht werden. Das Programm wurde am 18. April 2023 vorgestellt.
Für das offizielle Sektionsplakat wurde ein Szenenbild aus Manoel de Oliveiras Spielfilm Am Ufer des Flusses (1993) verwendet, das Hauptdarstellerin Leonor Silveira zeigt. Das Werk war im Rahmen der Sektion uraufgeführt worden und wird in einer Sonderaufführung noch einmal gezeigt.
Ebenfalls angekündigt wurde die Präsenz des US-amerikanischen Filmemachers Quentin Tarantino, der einen Überraschungsfilm präsentieren und eine Masterclass abhalten sollte.
Kurzfilme
| Film | Regie              | Land       |
| --- | ------------------ | ---------- |
| Axxam Yarya Maqar Ansahmu (The House Is on Fire, Might as Well Get Warm / La maison brûle, autant se réchauffer) | Mouloud Aït Liotna | Algerien   |
| Dans la tête un orage (A Storm Inside)                                                                           | Clément Pérot      | Frankreich |
| Il compleanno di Enrico (The Birthday Party / L’Anniversaire d’Enrico)                                           | Francesco Sossai   | Italien    |
| J'ai vu le visage du diable (I Saw the Face of the Devil)                                                        | Julia Kowalski     | Frankreich |
| Lemon Tree | Rachel Walden      | USA        |
| Margarethe 89 | Lucas Malbrun      | Frankreich |
| Mast-Del | Maryam Tafakory    | Iran       |
| Oyu | Atsushi Hirai      | Japan      |
| The Red Sea Makes Me Wanna Cry                                                                                   | Faris Alrjoob      | Jordanien  |
| Xia Ri Fu Ben (Talking to the River)                                                                             | Yue Pan            | VR China   |

Langfilme
| Film                                                     | Regie                           | Land                                                | Darsteller (Auswahl)                                              |
| -------------------------------------------------------- | ------------------------------- | --------------------------------------------------- | ----------------------------------------------------------------- |
| Agra                                                     | Kanu Behl                       | Indien, Frankreich                                  |                                                                   |
| L’autre Laurens                                          | Claude Schmitz                  | Belgien, Frankreich                                 | Olivier Rabourdin, Marc Barbé, Kate Moran                         |
| Bên trong vỏ kén vàng (Inside the Yellow Cocoon Shell)   | An Pham Thien                   | Vietnam                                             | Vu Ngoc Manh, Nguyen Thi Truc Quynh, Nguyen Thinh, Le Phong Vu    |
| Blackbird Blackbird Blackberry (Merle merle mûre)        | Elene Naveriani                 | Georgien                                            |                                                                   |
| Blazh (Grace / La grâce)                                 | Ilya Povolotsky                 | Russland                                            |                                                                   |
| Conann (She Is Conann)                                   | Bertrand Mandico                | Frankreich, Luxemburg, Belgien                      | Elina Löwensohn, Christa Théret, Julia Riedler                    |
| Creatura (Grace / La grâce)                              | Elena Martín Gimeno             | Spanien                                             | Elena Martín, Claudia Dalmau, Mila Borràs                         |
| Déserts – Für eine Handvoll Dirham (Déserts)             | Faouzi Bensaïdi                 | Belgien, Dänemark, Deutschland, Frankreich, Marokko | Faouzi Bensaïdi, Mouchcine Malzi, Abdelhadi Talbi                 |
| The Feeling That The Time For Doing Something Has Passed | Joanna Arnow                    | USA                                                 | Joanna Arnow                                                      |
| In Flames                                                | Zarrar Kahn                     | Pakistan, Kanada                                    | Ramesha Nawal, Bakhtawar Mazhar, Omar Javaid, Mohammad Ali Hashmi |
| Légua                                                    | Filipa Reis, João Miller Guerra | Portugal, Frankreich, Italien                       |                                                                   |
| Le livre des solutions (The Book of Solutions)           | Michel Gondry                   | Frankreich                                          | Pierre Niney, Blanche Gardin, Camille Rutherford                  |
| Mambar Pierrette                                         | Rosine Mbakam                   | Kamerun                                             |                                                                   |
| Un prince                                                | Pierre Creton                   | Frankreich                                          | Antoine Pirotte, Manon Schaap, Vincent Barré, Pierre Barray       |
| Riddle of Fire                                           | Weston Razooli                  | USA                                                 | Lio Tipton, Charles Halford, Charlie Stover, Weston Razooli       |
| The Sweet East                                           | Sean Price Williams             | USA                                                 | Simon Rex, Andy Milonakis, Earl Cave, Jacob Elordi                |
| Xiao Bai Chuan (A Song Sung Blue)                        | Zihan Geng                      | VR China                                            |                                                                   |

- Eröffnungsfilm: Le procès Goldman (The Goldman Case) – Regie: Cédric Kahn – mit Arieh Worthalter, Arthur Harari, Maxime Canat
- Sonderaufführung: Am Ufer des Flusses (1993) – Regie: Manoel de Oliveira – mit Leonor Silveira
- Abschlussfilm: Woo-Ri-Ui-Ha-Ru – Regie: Hong Sang-soo

## Auszeichnungen

### Wettbewerb – Bester Spielfilm

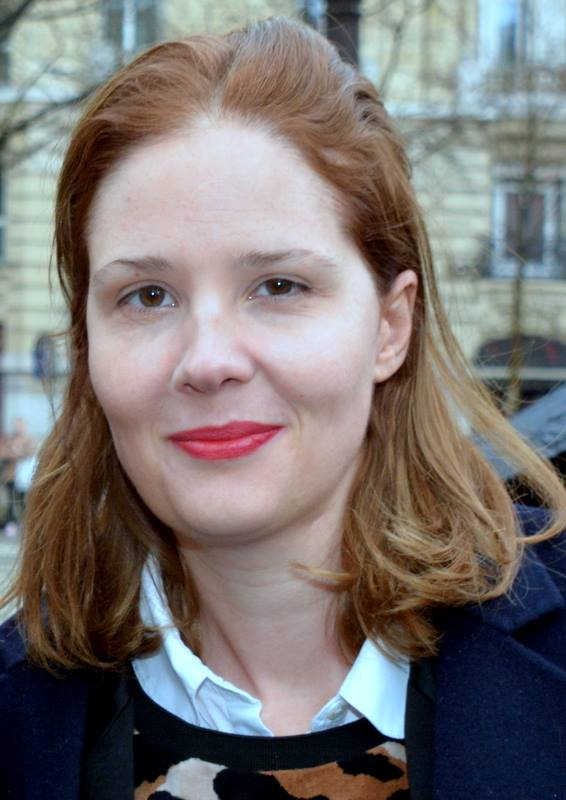
Justine Triet, Gewinnerin der Goldenen Palme

Die Preisverleihung fand am letzten Festivaltag statt:
- Goldene Palme für den besten Film: Anatomie eines Falls – Regie: Justine Triet
- Großer Preis der Jury: The Zone of Interest – Regie: Jonathan Glazer
- Preis der Jury: Fallende Blätter – Regie: Aki Kaurismäki
- Bester Darsteller: Kōji Yakusho  (Perfect Days)
- Beste Darstellerin: Merve Dizdar (Auf trockenen Gräsern)
- Beste Regie: Trần Anh Hùng (Geliebte Köchin)
- Bestes Drehbuch: Yūji Sakamoto (Die Unschuld)

### Caméra d’or

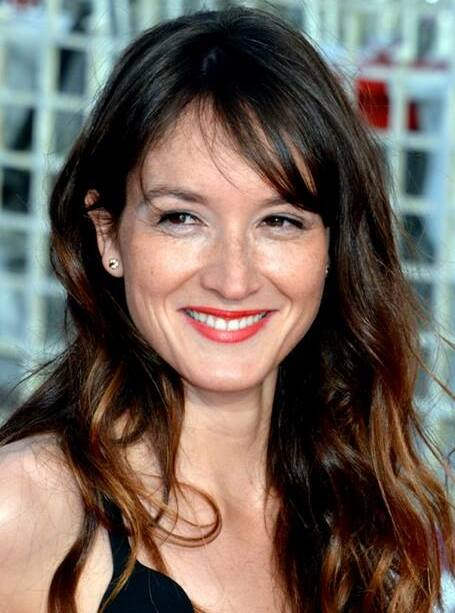
Jurypräsidentin Anaïs Demoustier

Mit der Caméra d’or wird der beste Debütfilm des Festivals ausgezeichnet. Qualifizieren können sich sowohl Werke in der offiziellen Auswahl, als auch den Nebensektionen. Als Jurypräsidentin wurde Anaïs Demoustier ausgewählt. Der französischen Schauspielerin stehen folgende Jurymitglieder zur Seite:
- Mikael Buch, französischer Filmemacher
- Nathalie Durand, französische Kamerafrau
- Sophie Frilley, Geschäftsführerin der Filmgesellschaft Titrafilm
- Nicolas Marcadé, Journalist bei Les Fiches du cinéma
- Raphaël Personnaz, französischer Schauspieler

### Ehrenpreis

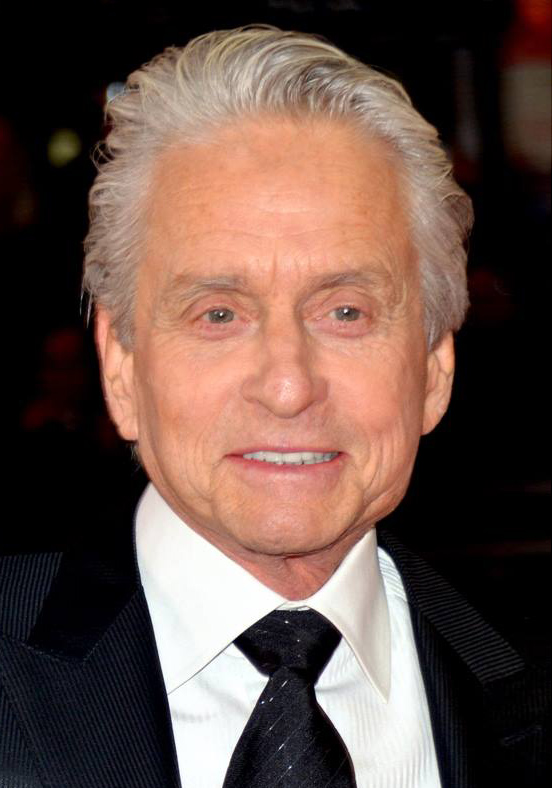
Michael Douglas (2016)

Die bei der Eröffnungsgala vergebene Goldene Ehrenpalme wurde dem US-amerikanischen Schauspieler und Filmproduzenten Michael Douglas zuerkannt. Er war in der Vergangenheit mit den Filmen Das China-Syndrom (1979), Basic Instinct (1992), Falling Down – Ein ganz normaler Tag (1993), Wall Street: Geld schläft nicht (2010) und Liberace – Zu viel des Guten ist wundervoll (2013) beim Festival vertreten gewesen. Die Laudatio hielt Uma Thurman. Daneben wurde die Premiere der Arte-Dokumentation Michael Douglas, the Prodigal Son von Amine Mestari mit ins Programm aufgenommen.